# Yanar Dag

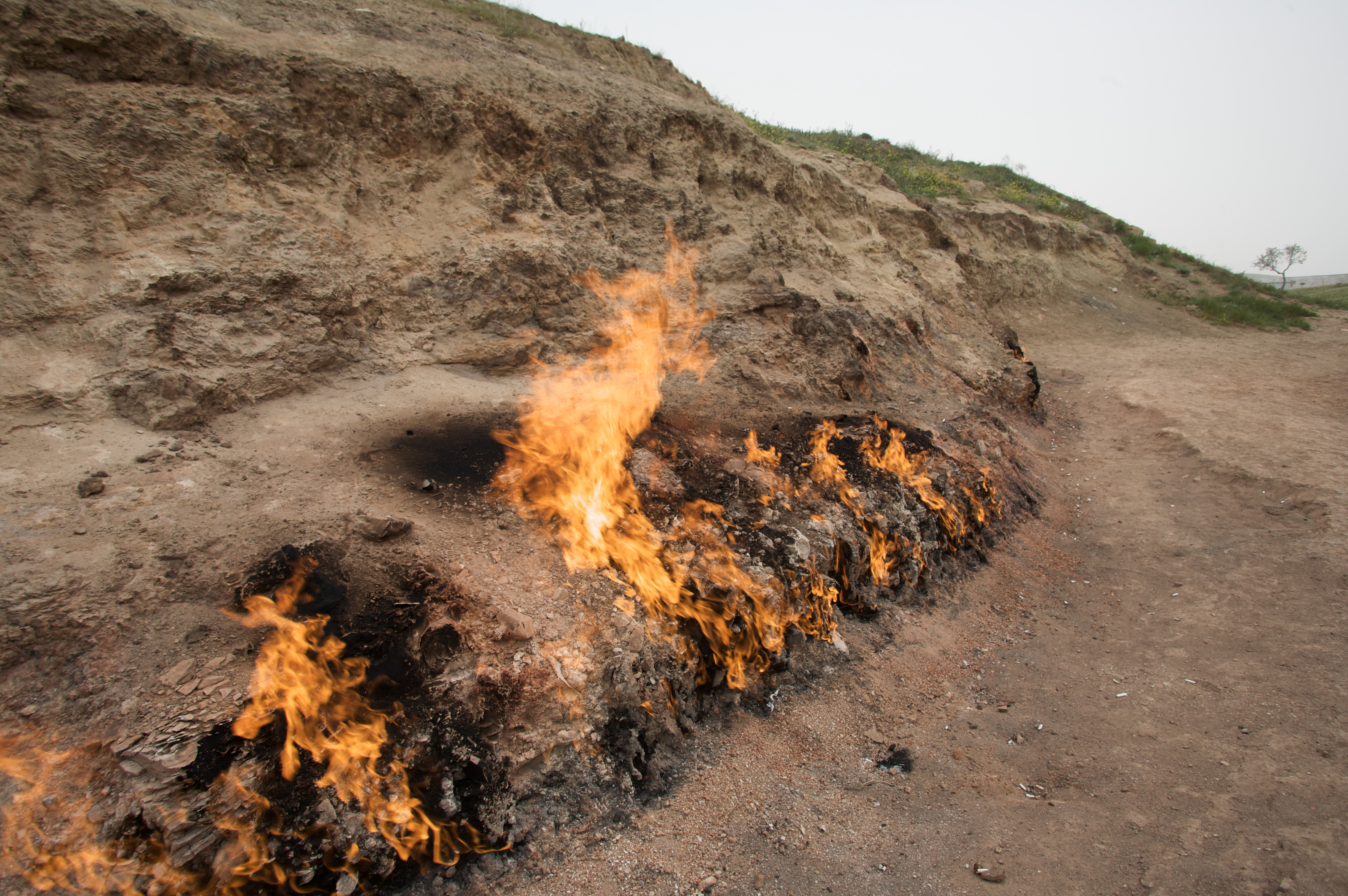
Yanar Dağ

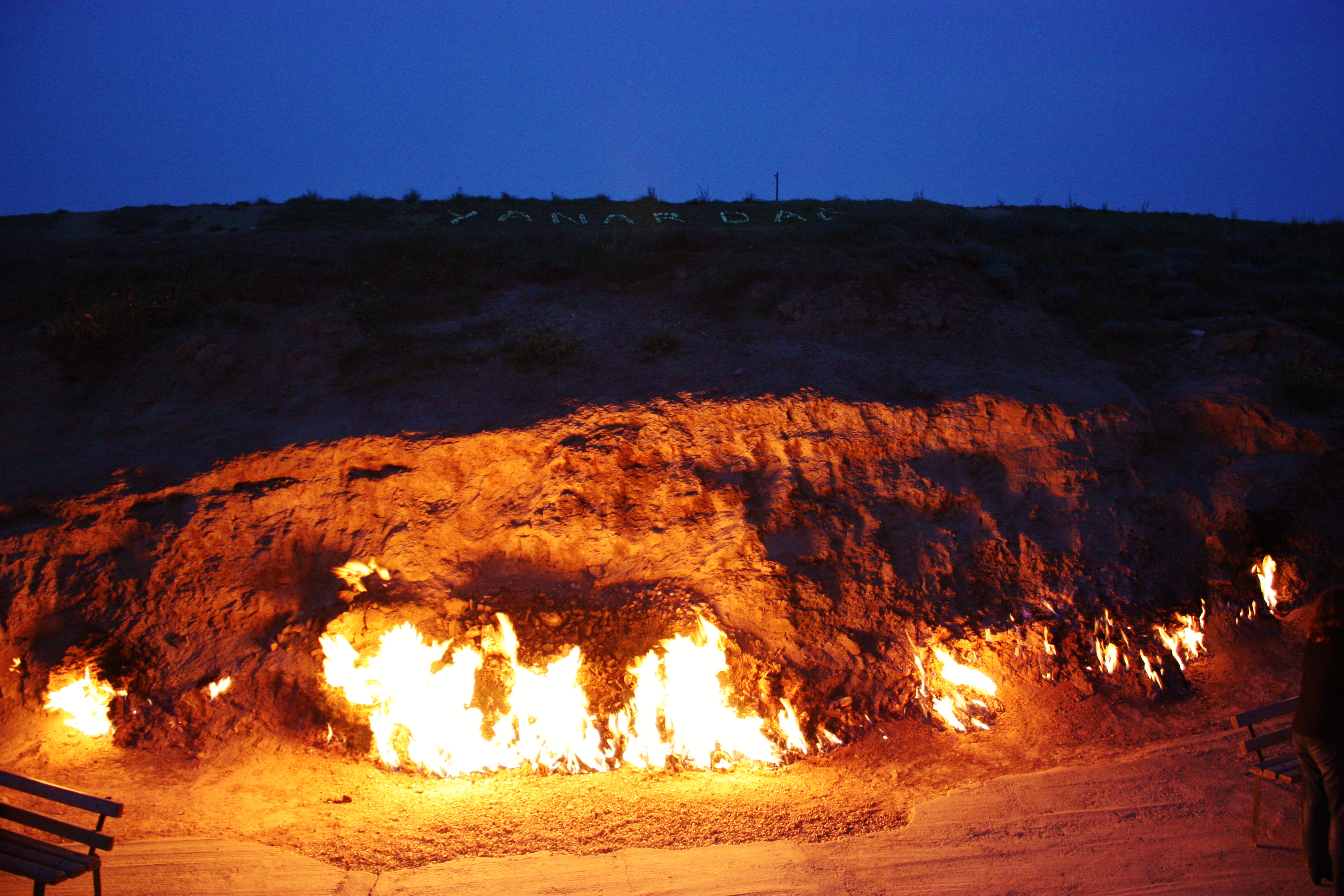
Yanar Dağ 's nachts

Yanar Dağ (Yanar dag of Yanar dagh, Nederlands: brandende berg) is een brandende natuurlijke aardgasbron langs een heuvel in Azerbeidzjan. De plaats van de brand ligt op het schiereiland Apsjeron enkele kilometers ten noorden van de hoofdstad Bakoe en kan bezocht worden door toeristen. Tot drie meter hoge vlammen komen uit een tien meter breed gebied langs deze kalksteenheuvel.
Marco Polo berichtte reeds over dergelijke branden in Azerbeidzjan die ontstaan door de grote hoeveelheid aardgas in de grond en de poreuze bodem, waardoor het gas ontsnapt. Er wordt verteld dat Yanar Dag bij toeval ontbrandde in de jaren 1950.